# Hideaki Kitajima
Hideaki Kitajima (jap. 北嶋秀朗 Kitajima Hideaki; ur. 23 maja 1978 roku w Narashino) – japoński piłkarz, reprezentant kraju.

## Kariera klubowa
Od 1997 do 2013 roku występował w klubach: Kashiwa Reysol, Shimizu S-Pulse i Roasso Kumamoto.

## Kariera reprezentacyjna
Karierę reprezentacyjną rozpoczął w 2000 roku. W sumie w reprezentacji wystąpił w 3 spotkaniach.

## Statystyki
| Reprezentacja Japonii | Reprezentacja Japonii | Reprezentacja Japonii |
| Rok                   | Mecze                 | Gole                  |
| --------------------- | --------------------- | --------------------- |
| 2000                  | 3                     | 1                     |
| Razem                 | 3                     | 1                     |